# Potamomusa midas
Potamomusa midas là một loài bướm đêm trong họ Crambidae.